# Bíborpirók
A bíborpirók (Haemorhous purpureus) a madarak osztályának verébalakúak (Passeriformes) rendjébe és a pintyfélék (Fringillidae) családjába tartozó faj.

## Rendszerezése
A fajt Johann Friedrich Gmelin német természettudós írta le 1789-ben, a Fringilla nembe Fringilla purpurea néven. Sorolták a Carpodacus nembe Carpodacus purpureus néven is.

## Alfajai
- Haemorhous purpureus californicus (S. F. Baird, 1858) - Kanada délnyugati része és az Amerikai Egyesült Államok nyugati része
- Haemorhous purpureus purpureus (J. F. Gmelin, 1789) - Kanada délkeleti része és az Amerikai Egyesült Államok északkeleti része [2]

## Előfordulása
Kanada, az Amerikai Egyesült Államok, Mexikó és Saint-Pierre és Miquelon területén honos. Természetes élőhelyei a tűlevelű erdők és vegyes lombhullató erdők, valamint ültetvények, szántóföldek, vidéki kertek és városi régiók. Vonuló faj.

## Megjelenése
Testhossza 15 centiméter, szárnyfesztávolsága 22-26 centiméter, testtömege 18-31 gramm. Rövid kúpos csőre és mélyen bemetszet farka van. A hím tollazata piros fején és mellén, barnás a háta, és világosabb mintás a hasa. A tojó barnás színű.
|  |  |

## Életmódja
Magvakkal, rügyekkel, virágokkal és gyümölcsökkel táplálkozik.

## Természetvédelmi helyzete
Az elterjedési területe rendkívül nagy, egyedszáma ugyan csökken, de még nem éri el a kritikus szintet. A Természetvédelmi Világszövetség Vörös listáján nem fenyegetett fajként szerepel.